# Union City (Oklahoma)
Union City is een plaats (town) in de Amerikaanse staat Oklahoma, en valt bestuurlijk gezien onder Canadian County.

## Demografie
Bij de volkstelling in 2000 werd het aantal inwoners vastgesteld op 1375.
In 2006 is het aantal inwoners door het United States Census Bureau geschat op 1397, een stijging van 22 (1.6%).

## Geografie
Volgens het United States Census Bureau beslaat de plaats een oppervlakte van
153,3 km², waarvan 152,9 km² land en 0,4 km² water. Union City ligt op ongeveer 403 m boven zeeniveau.

## Plaatsen in de nabije omgeving
De onderstaande figuur toont nabijgelegen plaatsen in een straal van 20 km rond Union City.